# Yayori Matsui
Pour les articles homonymes, voir Matsui.
Yayori Matsui (松井やより, Matsui Yayori), née le 12 avril 1934 et morte le 27 décembre 2002, est une journaliste japonaise et militante des droits des femmes reconnue pour son travail de sensibilisation aux esclaves sexuelles et au tourisme sexuel dans l'Asie d'après-guerre. En 1961, elle commence à travailler comme journaliste pour le journal Asahi Shimbun et prend sa retraite en 1994 pour travailler comme activiste sociale à temps plein. Elle fonde de nombreuses organisations pour les femmes et écrit sur l'inégalité des sexes au Japon et sur les crimes sexuels commis par l'armée impériale japonaise, notamment sur les femmes de réconfort de la Seconde Guerre mondiale. Ses travaux aboutissent à la création du Tribunal pour crimes de guerre commis par contre les femmes à Tokyo en 2000, un tribunal tenu d'obtenir justice sous quelque forme que ce soit pour les victimes de l'esclavage sexuel de l'armée japonaise. 

## Biographie
Matsui est née à Kyoto, au Japon, dans une famille de ministres chrétiens. Sa famille déménage à Tokyo où ses parents fondent l'église chrétienne de Yamate et élèvent leurs six enfants. Incapable d'obtenir son diplôme d'études secondaires en raison d'un cas grave de tuberculose, elle est néanmoins admise au département d'études britanniques et américaines de l'Université des études étrangères de Tokyo. Matsui découvre le mouvement féministe lors d'un voyage aux États-Unis et en Europe au cours de sa première année à l'université. Barbara Molony, Janet Theiss et Hyaeweol Choi déclarent dans leur ouvrage Gender in Modern East Asia, avoir été révoltées par le racisme flagrant qu'elles ont rencontré et s'étonnent de la disparité au niveau des richesses et de l'égalité entre ces régions et l'Asie. Dans ses dernières années, bien engagée dans sa lutte pour la « solidarité féministe panasiatique », Matsui critique le fonctionnement du féminisme aux États-Unis, affirmant qu'elle se « méfie du modèle américain d'autonomisation, qui signifie le droit au pouvoir comme le font les hommes ». En 1961, Matsui rejoint le journal japonais Asahi Shimbun en tant que journaliste, écrivant sur des problèmes de santé publique et environnementaux, tels que des anomalies congénitales causées par la thalidomide et un empoisonnement au mercure (maladie de Minamata),. En tant que représentante d'Asahi Shimbun et de l'Association des femmes asiatiques qu'elle a fondé, Matsui assiste à toutes les conférences des Nations unies de 1975 à 1995. 
En 1976, elle fonde l'organisation Asian Women in Solidarity pour lutter contre le tourisme sexuel en Asie. En 1981, elle est affectée en tant que correspondante à Singapour où elle entre en contact avec des femmes de réconfort, forcées de se prostituer par l'armée impériale japonaise pendant la Seconde Guerre mondiale. Elle devient alors la première femme à occuper le poste de correspondante du bureau général asiatique pour Asahi Shimbun. En 1994, elle quitte Asahi pour travailler à plein temps en tant que militante sociale. Sa décision est influencée par la tendance du tourisme sexuel en Asie du Sud-Est chez les hommes d'affaires japonais. Peu de temps après sa retraite, elle fonde le Asia-Japan Women's Resource Center (en). En 1998, Matsui contribue à la création de la branche japonaise du réseau Violence contre les femmes dans la guerre (VAWW-NET). Travaillant avec le Asia-Japan Women's Resource Center et d'autres organisations de femmes japonaises et est-asiatiques, elle organise le Tribunal des crimes de guerre contre les femmes de Tokyo de 1998 à 2000, consacré aux crimes commis par l'armée impériale japonaise dans le système de réconfort. En 2001, Matsui se rend en Afghanistan pour rencontrer des militantes féministes afghanes. Pendant son séjour, elle est frappée par une maladie, qui a par la suite été diagnostiquée comme un cancer du foie. Elle est décédée dans un hôpital à Tokyo en décembre 2002. 

## Tribunal des crimes de guerre contre les femmes à Tokyo
En 1998, le Réseau japonais de la violence contre les femmes pendant la guerre présente à la Conférence des femmes asiatiques à Séoul l'idée de la création d'un tribunal afin de rendre justice aux femmes victimes de la pratique de l'esclavage sexuel par l'armée japonaise pendant la Seconde Guerre mondiale. Matsui soutient cette idée et travaille avec des organisations et des défenseurs des droits des femmes de Chine, d'Indonésie, des Philippines, de Taiwan, du Timor oriental, de Malaisie et de Corée du Nord et du Sud pour faire de ce tribunal une réalité. La préparation du tribunal a lieu à Tokyo et à Séoul et dure de 1998 à 2000 ; les préparatifs sont dirigés par le Comité international d'organisation qui mène des recherches sur le système de réconfort et ses effets sur les victimes. Le tribunal se tient du 8 au 12 décembre 2000 à Tokyo, au cours duquel sont entendues des victimes du système de réconfort employé par l'armée japonaise dans les années 1930 et 1940, ainsi que des avocats et des experts représentant d'anciennes femmes de réconfort de toute l'Asie de l'Est et des Pays-Bas. Contrairement aux précédents procès portant sur les crimes commis par l’armée japonaise pendant la guerre, ce tribunal désigne l’empereur Hirohito comme l’un des accusés, l’accusant de complicité des crimes commis contre les femmes de réconfort. Bien qu'invité, le gouvernement japonais a refusé d'envoyer des représentants. 
Le tribunal se déroule selon les procédures habituelles des procès pénaux, sans pouvoir de loi, en présence de plus de 75 victimes et 35 anciennes femmes de réconfort témoignent au cours de la procédure. Des documents sont présentés qui impliquent le gouvernement et l'empereur japonais dans les atrocités commises dans tout l'empire japonais contre ces femmes - enlèvements, viols, abus sexuels et voies de fait, voire meurtres, classés dans les actes d'accusation. Les juges présidant le tribunal estiment que le gouvernement japonais et l'empereur Hirohito sont coupables de crimes contre l'humanité sous la forme d'une politique militaire constituant le système de réconfort ; une décision plus complète est rendue en 2001 qui cimente la décision préliminaire. Bien que le tribunal ne détienne aucun véritable pouvoir juridique et que les coupables ne sont pas punis pour leurs crimes, il rend une forme de justice aux anciennes femmes de réconfort et, au cours du processus, révèle des documents historiques et des dossiers jusque-là indisponibles au Japon et au reste du monde. Le tribunal représente le pouvoir de la société civile en matière de justice et de droit et montre la valeur de la participation de la société à la découverte et à la préservation de l'histoire, non sans critiques ni attaques. Les principaux médias japonais passent le procès sous silence et la seule couverture de l'événement, une émission de la chaîne de télévision japonaise NHK (Nippon Hōsō Kyōkai), est modifiée face aux pressions de dirigeants conservateurs, dont le premier ministre japonais de l'époque, Shinzo Abe. Des détracteurs du tribunal, tels que Takashi Nakamiya, un « observateur de gauche », le qualifie de faux tribunal pour tenter de discréditer la valeur des procédures et du travail de Matsui en général. Une édition de la série "Real" du magazine Takarajima contient un article sur « des femmes exceptionnellement stupides », citant Matsui comme l'une de ces femmes. Nakamiya écrit la partie sur elle, la traitant de « femme pécheresse » et critiquant son activisme comme étant motivé par la cupidité et l'ego. L'article est principalement écrit par des hommes de droite et est créé pour attaquer des femmes féministes et de gauche de premier plan. 

## Héritage
Lors de sa visite en Afghanistan en octobre 2001 pour rencontrer des féministes afghanes, Matsui tombe malade. À son retour au Japon, on lui diagnostique un cancer du foie. Elle commence alors à travailler sur une autobiographie et poursuit ses travaux de conception d'un musée de la femme. Matsui meurt dans un hôpital de Tokyo le 27 décembre 2002. Son testament est confié au Fonds féminin pour la guerre et la paix, qui finance la construction du Women's Active Museum of War and Peace, un musée privé basé sur le travail de sa vie et contenant toute la documentation relative auTribunal des crimes de guerre contre les femmes ouvert à Tokyo en août 2005. Pour Takashi Yoshida dans From Cultures of War to Cultures of Peace, « le terme 'Active Museum' a été choisi pour symboliser le souhait du comité selon lequel le musée jouerait un rôle pivot pour éclairer le public et transformer chaque visiteur en un groupe socialement actif »,. Même dans la mort, elle est critiquée par certains, Nakamiya affirmant que les 1,5 million de yens donnés à Matsui pendant sa maladie ont été utilisés de manière égoïste, alors que cet argent a été utilisé pour construire le Women's Active Museum of War and Peace. 

## Voir également
- Féminisme au Japon
- Femmes de réconfort
- Tourisme sexuel